# Compton’s O.G.
Compton’s O.G. – trzeci album amerykańskiego rapera MC Eihta i zespołu hip-hopowego Compton’s Most Wanted. Został wydany 10 października, 2006 roku.

## Lista utworów
1. „Intro” (featuring Compton’s Most Wanted)
2. „Robbery” (featuring Compton’s Most Wanted)
3. „Get With Me” (featuring Compton’s Most Wanted)
4. „Classic” (featuring Compton’s Most Wanted)
5. „Want 2 Ride” (featuring Fingazz & Compton’s Most Wanted)
6. „Mashing” (featuring Compton’s Most Wanted)
7. „So Hood” (featuring Compton’s Most Wanted)
8. „Here She Comes” (featuring Compton’s Most Wanted)
9. „She's So Freaky” (featuring Compton’s Most Wanted)
10. „Skit” (featuring Compton’s Most Wanted)
11. „Underground” (featuring Compton’s Most Wanted)
12. „Fake Niggaz” (featuring Compton’s Most Wanted)
13. „Where You From” (featuring Compton’s Most Wanted)
14. „Can't Hang With Us” (featuring Compton’s Most Wanted)
15. „Murder” (z Stomper & Compton’s Most Wanted)
16. „Skit” (featuring Compton’s Most Wanted)
17. „Music 2 Gangbang” (featuring Mr. Criminal & Compton’s Most Wanted)
18. „Hi Power Mega Mixx” (featuring Compton’s Most Wanted)